# Arhivski pripomočki
Arhivski pripomočki so popisi v knjižni ali elektronski obliki, ki nam pomagajo poiskati gradivo, ki ga potrebujemo pri svojem delu. Za vsako preteklo leto morajo arhivi v Sloveniji izdati dva seznama, in sicer seznam novega gradiva, ter seznam novih arhivskih pripomočkov. Arhivi imajo interni register fondov, ter dosje fonda/zbirke, v katerem je navedeno kdo je delal na fondu, in katere pripomočke je uporabljal.
Kadar iščemo arhivsko gradivo, uporabimo sistem iskanja: arhivski vodnik → arhivski popis/inventar → kazala
Če imamo težave z iskanjem gradiva, je koristno konzultirati arhivista, ki je odgovoren za nek fond, v skrajnem primeru pa lahko zaprosimo tudi za vpogled v akcesijsko knjigo, v katero arhiv zapisuje vse sprejeto gradivo.

## Arhivski vodniki
Arhivski vodniki nam pomagajo poiskati prvo informacijo o gradivu, ki ga iščemo. 
Z iskanjem začnemo po kazalu ustvarjalcev, ter nadaljujemo z drugimi podatki.
Vodniki so lahko splošni ali tematski, ter urejeni po fondih in zbirkah. Informacije, ki jih vsebujejo, so precej osnovne, običajno vsebujejo naziv fonda, čas obstoja ustvarjalca, časovni razpon gradiva, količino, ipd. Po kvaliteti prednjačijo starejši vodniki, v katerih so informacije podrobnejše - prva generacija vodnikov je nastala po 1960, druga pa po 1980. Vodnike lahko izdajajo tudi zasebni arhivi (Škofijski arhiv v Ljubljani/Mariboru), ter ustanove s koncesijo za arhivsko dejavnost (arhiv časopisa DELO, RTV Slovenija). Vodniki lahko pokrivajo več arhivov ali nearhivskih ustanov (npr. Vodnik po arhivih Slovenije 1965; Arhivski fondovi i zbirke u SFRJ).
Obstaja več različnih vsebinskih zasnov vodnikov:
- vodnik posameznega fonda
- vodnik glede na časovno obdobje
- vodnik, urejen po vrsti gradiva, ne glede na nahajališče (npr. Vodnik po matičnih knjigah)
- vodnik po gradivu na določeno temo (Vodnik po župnijskih arhivih, 1975)
- mednarodni vodniki po evropskih arhivih (Vodnik za slovence po arhivu v Rimu), pogosti tudi pri kolonialnih državah (Vodnik za Venezuelo v španskih arhivih)

## Arhivski popis/inventar
- Arhivski popis je osnovna vrsta popisa, ki jo najdemo v arhivih. Je preprostejši od inventarja, običajno vsebuje signaturo, številko, naslov, vsebino, čas nastanka, obseg vsebinske enote. Lahko je celoten, ali samo za nekatere fonde. Popisi so redko v več izvodih, večinoma je na voljo samo en, interni.

- Arhivski inventar je podrobnejši in bolj sistematičen od popisa. Vsebuje kazalo, podatke o historiatu ter provenienci. Običajno se naredi za pomembne fonde, teme ali časovna obdobja. Poznamo dve vrsti inventarja, sumarni inventar (S.I. - sintetični inventar), ki vsebuje manj informacij, ter analitični inventar (A.I.), ki vsebuje zelo podrobne informacije o gradivu - narativne informacije. Za filmsko gradivo obstaja tudi tematski inventar.

## Postopek uporabe arhivskega gradiva
Gradivo je mogoče pregledovati v arhivski čitalnici (možna je medarhivska izposoja). Preden uporabnik dobi gradivo, mora dati ustrezno soglasje, da se strinja s pogoji uporabe, osebne podatke ter namen uporabe gradiva. Starost uporabnika mora biti najmanj 16 let, tisti od 16-18 let pa potrebujejo ustrezno potrdilo s strani izobraževalne ustanove.
Fizična omejitev dostopa je odvisna od arhiva, običajno 3-5 enot na dan (1 enota naenkrat). Pri delu z gradivom se mora uporabnik držati čitalniškega reda, ki ga ima vsak arhiv objavljenega na vidnem mestu. V avstrijskih in italijanskih arhivih je pogosto prepovedana uporaba pisal (razen svinčnika), ter fotografiranja. Če se čitalniški red krši, se lahko uporabniku prepove obisk arhiva.
Pri gradivu moramo biti še posebej pozorni na avtorsko pravo, saj dedičem ostanejo avtorske pravice (morajo citirati svojega prednika), pri filmih, načrtih, rokopisih in podobnem gradivu pa lahko pride do kraje idej.

## Dostopnost arhivskega gradiva
Dostopnost gradiva je omejena glede na dva pomembna dejavnika:
- Fizično stanje gradiva: Tisto gradivo, ki se pogosto uporablja, mora biti bolje urejeno. Poškodovano gradivo se mora restavrirati, ali pa miruje. Gradivo mora biti vseeno dostopno (v kopijah ali na elektronskih nosilcih). Uporabnik ima pravico do originala, če tega ni, pa do kopije. Možno je tudi reproduciranje, če se s tem ne bi poškodovalo (npr. slab papir). Preslikave so omejene, za določene namene (npr. objavo v koledarjih s staro vsebino), pa mora biti sklenjena posebna pogodba.

- Predpisi o dostopnosti (roki), ki jih ureja država: Podlaga za dostopnost je predvsem Zakon o varstvu dokumentarnega in arhivskega gradiva ter arhivih, na podlagi katerega so urejeni roki, ter dostopnost do osebnih podatkov. Nedostopno gradivo mora biti tudi fizično zapečateno. 
  - Dostopnost javnega gradiva: ni omejitev uporabe.
  - Dostopnost internega gradiva: dostopno po 30 letih.
  - Gradivo državotvornih resorjev (obramba, mednarodni odnosi) je dostopno po 40 letih.
  - Gradivo vezano na posameznikove osebne podatke (zdravstveni kartoni): dostopno 75 let po nastanku, oziroma 10 let po smrti osebe, na katero se ti podatki nanašajo. Če gre za upravni ali sodni postopek, ima posameznik neomejen dostop do gradiva (npr. pri obnovljenih sojenjih).

V raziskavah novejšega gradiva, ki še ni v roku dostopnosti, mora raziskovalec spoštovati varnost osebnih podatkov (ne uporablja se imen, nazivov, naslovov), pri preiskovanju starih dosjejev pa upoštevati tudi etično vprašanje (stari politični dosjeji imajo pogosto sumljive informacije).

## Citiranje arhiva in njegovega gradiva
Za znanstveno delo je pomembno, da je citiranje kar najbolj podrobno. Navede naj se vse signature, stare in nove.
Pogosto citiramo gradivo na podlagi arhivskih (a.e.), tehničnih (t.e.) enot ali tekočih metrih (t.m.). Gradivo se lahko nahaja v škatlah (š), fasciklih (f), knjigah (k) ali mapah (m). Arhivi uporabljajo različne kratice, ki jih lahko uporabimo pri citiranju (AS - Arhiv Slovenije; ZAL - Zgodovinski arhiv Ljubljana, ipd.).
Primer popolnega citiranja: Arhiv Republike Slovenije, AS 33, Deželna vlada v Ljubljani, Zapisnik 3.redne seje z dne 14.2.1907, a.e. 1567, š.15.
Če je prostor za citiranje omejen, brišemo iz citata najprej najmanj pomembne podatke (krajšamo citat od leve proti desni).